# Blasticorhinus discipuncta
Blasticorhinus discipuncta là một loài bướm đêm trong họ Noctuidae.